# Xã Schiller, Quận McHenry, Bắc Dakota
Xã Schiller (tiếng Anh: Schiller Township) là một xã thuộc quận McHenry, tiểu bang Bắc Dakota, Hoa Kỳ. Năm 2010, dân số của xã này là 48 người.